# 江岸線
江岸線（カンアンせん）は、朝鮮民主主義人民共和国平安北道新義州市にある新義州青年駅から江岸駅までを結ぶ鉄道路線である。

## 路線データ
- 路線距離：新義州青年 - 江岸間1.8km
- 駅数：2（両端駅を含む）
- 軌間：1435mm
- 電化区間：なし
- 複線区間：なし

## 歴史
- 1911年11月1日：京義線開業当時の新義州駅（現：江岸駅）を新義州荷扱所へ改称の上で、新義州（現：新義州青年）駅を現在の位置に移転、新義州駅 - 新義州荷扱所間1.8kmを京義線から分離の上で新義州荷扱所線として開業[1]。
- 1935年11月1日：浜町駅開業（新義州駅起点1.1km地点）[2]。
- 1936年6月1日：新義州荷扱所を新義州江岸駅に、路線名を新義州江岸線に改称[3]。
- 1941年11月15日：浜町駅廃止[4]。
- 1943年3月31日：旅客営業廃止[5]。
- 1943年12月20日：貨物営業廃止、これに伴い一般貨物の業務は新義州駅に移管[6]。
- 日時不明：江岸線に改称の上で営業再開。

## 駅一覧
- 駅所在地は全線平安北道新義州市内。

| 駅名                    | 駅名                    | 駅名                         | 駅間キロ (km) | 累計キロ (km) | 接続路線             |
| 日本語                  | 朝鮮語                  | 英語                         | 駅間キロ (km) | 累計キロ (km) | 接続路線             |
| ----------------------- | ----------------------- | ---------------------------- | ------------- | ------------- | -------------------- |
| 新義州青年駅 (新義州駅) | 신의주청년역 (신의주역) | Sinŭiju Ch'ŏngnyŏn (Sinŭiju) | 0.0           | 0.0           | 北朝鮮鉄道省：平義線 |
| 江岸駅 (新義州江岸駅)   | 강안역 (신의주강안역)   | kang'an (Sinŭiju Kang'an)    | 1.8           | 1.8           |                      |

## 参考資料
1. ↑  朝鮮総督府官報明治号外（1911年11月24日）
2. ↑   朝鮮総督府官報昭和第2631号（1935年10月19日）
3. ↑  朝鮮総督府官報昭和第2785号（1936年4月28日）
4. ↑  朝鮮総督府官報昭和第4416号（1941年10月11日）
5. ↑  朝鮮総督府官報昭和第4845号（1943年3月29日）
6. ↑  朝鮮総督府官報昭和第5065号（1943年12月20日）

- 国分隼人（2007年）. 『将軍様の鉄道 北朝鮮鉄道事情』, 新潮社. ISBN 9784103037316
- 鉄道省編（1937年）, 『鉄道停車場一覧. 昭和9年12月15日現在』, 川口印刷所出版部, p 487